# エボシグモ属

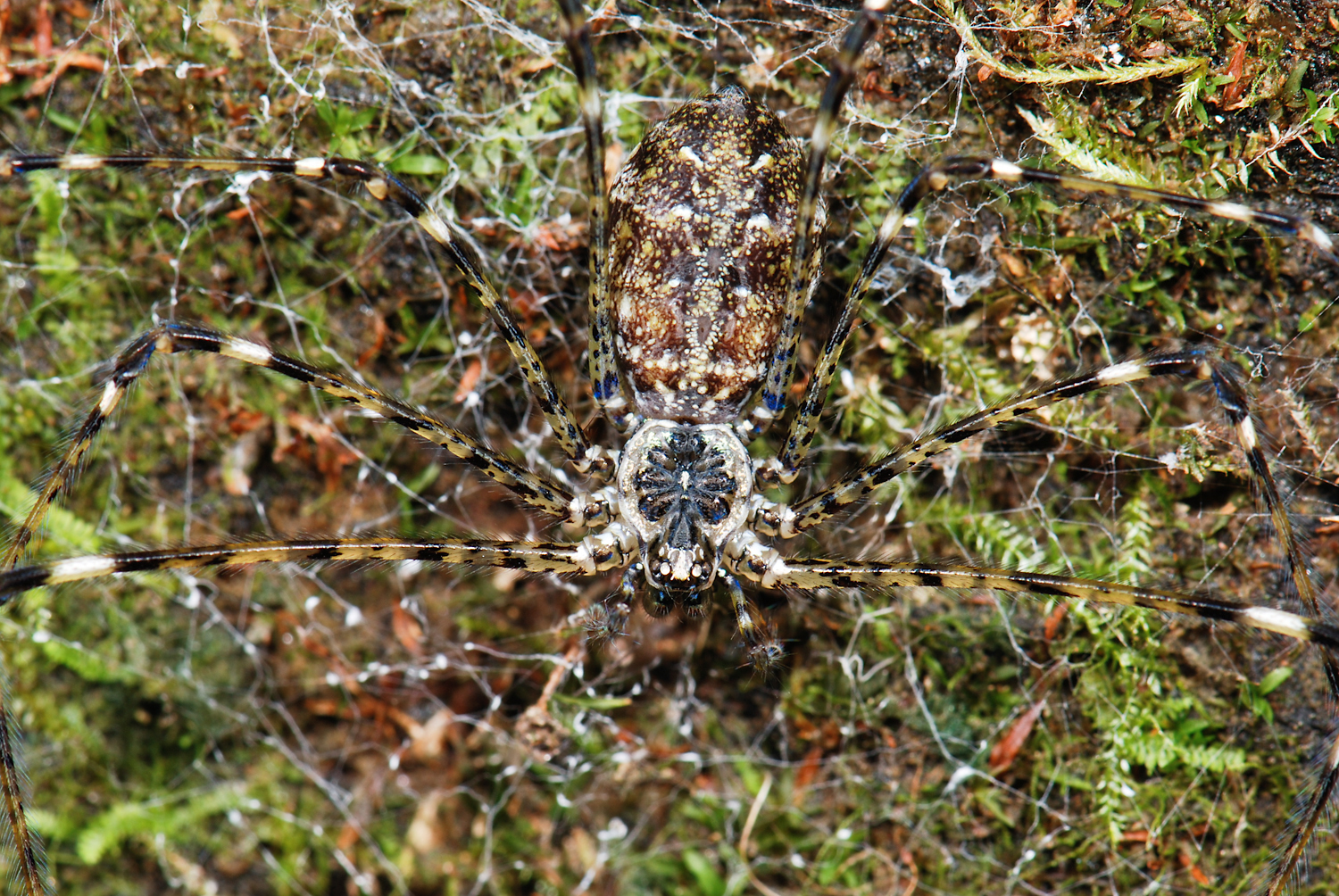
H. pococki

エボシグモ属 Hypochilus は、ランプシェードのような網を張るクモで、北アメリカ大陸に分布する原始的な特徴を持ったクモである。

## 概要
エボシグモはやや縦長な体に細長い脚を持つ華奢なクモである。書肺を2対持つなどの原始的な特徴を持つことから、非常に原始的なクモとしてよく知られる。
篩板を持ち、梳き糸を出すことが出来る。造網性で、網にかかる昆虫を捕食する。網はオーバーハングした岩の面に張り付いて作られた円盤と、その縁から上に伸びた円筒形で末広がりになった部分からなる。この網には飛行性と歩行性、両方の昆虫がかかる。
この網がランプシェードのような形なので、英名のlampshade spider はこれによる。和名はこの形を烏帽子に見立てたものである。
北アメリカ大陸の山地帯の落葉樹林の谷間などに生息し、一部は洞内に生息する。10種が知られるが、各種の分布域はごく狭く、その分布は隔離分布的である。

## 特徴
体長1cm前後の中型で細長い脚を持つクモ。外見はユウレイグモ属のクモに似ている。
頭胸部は幅より長さが大きい。頭部はある程度盛り上がり、その幅は頭胸部最大幅の半分くらい。目は前後2列各4眼で、前列は前曲（側眼が中眼より前に配置）し、中眼が黒くてより小さく、側眼や後列中眼に比べて互いに接近する。後列眼はほぼ横並びで、中眼は互いに離れ、むしろ側眼近くに寄る。前後中眼の作る四角形（中眼域）は長さより幅がかなり大きく、前辺は後辺よりずっと小さい。下唇は胸板と結合しており、極めて横長で、腹面側に反り返る。顎は丈夫で内側には5歯、外側にはこれに対応する歯と基部に小さな1歯または2歯がある。また、顎の内部には普通のクモ類と同様に毒腺があるが、これが鋏角の内部にとどまり、頭胸部に達しないのはより原始的な群と共通する特徴である。
歩脚は細くて長く、華奢で黒い毛があり、ほんの少数の棘がある。第1脚の腿節は雄では背甲の3倍から4倍、雄では5倍から6倍に達する。篩板を持つクモに特有の毛櫛は第四脚の蹠節の基部側4分の1を占める。
腹部はやや長めの卵形、中庸に盛り上がる。腹部下面には2対の書肺があり、1対目の書肺の間に生殖孔があり、2対目の書肺はここと糸疣の中間に位置する。
なお、性的成熟に達した雄はより足が長くなり、色は濃くなり、その色合いがより目立ちやすくなる。

## 生態
生態的な面ではタイプ種でもある H. thorelli に関しての研究が特に多い。以下、この種を中心に記述する。

### 生息環境
分布域は北アメリカ大陸の山地に限られる。H. thorelli の場合、アパラチア山脈南部の標高397mから1891mの範囲に分布が確認されているものの、最適な生息域は約600mから1200m程度までの湿潤な落葉樹林である。特に湿気の保たれた環境であることは重要らしく、水流の周辺に集中する。川沿いの空中に張り出した岩（突き出した岩）の下向きの面、人工物では橋梁や丸太などの下面に特に多く、また植物によって遮蔽された場所によく網を張る。他方で、H. gertschi はむしろ湿ったところより、太陽光の当たる場所に多く見られると言う。
また、H. jemez のように洞穴に生息することが知られている種もある。この種はロッキー山脈南端のニューメキシコ州内の山地にある洞穴に生息し、また洞口周辺にも生息している。ただし、洞穴外の個体はそれ以外の個体群とは異なり、網を夜間だけ張ると言う。

### 網

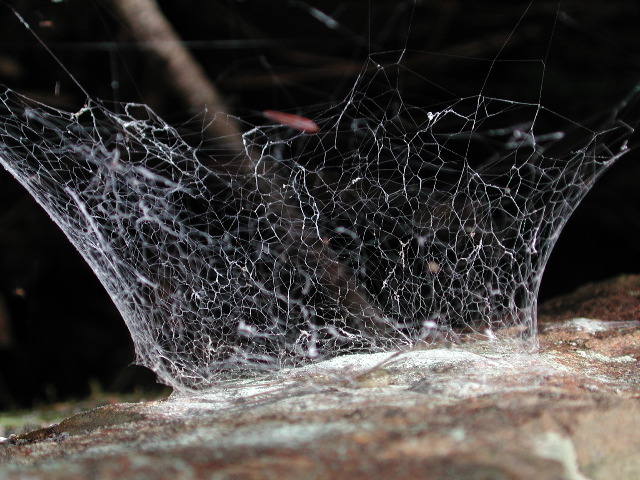
エボシグモ(種名不詳)の網。

このクモは独特な形の網を張り、網にかかった昆虫を捕食する。クモは網の内側に待機する。
この属のクモの網は往々にランプシェード型と言われる。ランプシェードの細まった方の先端が基盤に張り付き、裾が広がった円錐形の密な網と、広がった方の端を向き合った部分の基盤に引っ張る枠糸からなる。網は空中に張り出した岩の下に作られるので、網の漏斗は開いた方を下向きに作られる。
まず、円形のシートが岩盤上に貼り付けられてあり、そこからランプシェードの部分が、先の大きく開いた筒状に伸びる。その口からは対になった支持糸があって、枠糸へと繋がってその形を支持している。枠糸は向かい合う基質に伸びて網を固定する。H. thorelli では、その大きさは基部の直径が2.2-7.4cm、開いた口の部分で3.3-14.2cm、深さが1.5-9.5cm。ランプシェードの部分は粘つくふわふわした糸の帯（梳糸）で作られ、これは篩板から作られるものである。また支持糸部にも梳糸が見られる。
網を張る際には、まず基盤上のシートを作り、次にランプシェードの基部を作り、最後にランプシェードを完成させる。また、餌を捕らえた後に、破れた網の部分を補修する行動も観察されている。シェードの部分は篩板から第四脚にある毛櫛でもって梳き出された梳き糸によって塞がれ、その間、破れた部分の周囲は他の足によって保持される。これらの行動は薄暮から夜間に行われ、昼間は観察されない。
実験的に網を壊して再構築させた場合、夕方に破壊した網は翌朝には修復されたが、朝に破壊したものは翌日の朝になって修復されていた。また、網を破壊するとクモは短い距離を岩の表面を走って離れるが、すべて網のあった位置に戻って網を作り直したとのこと。
クモはランプシェード底（天井）に定位する。H. thorelli では、腹部を基盤につけ、全部の足の先端をランプシェードの基部にふれさせている。また H. gertschi では前2対をランプシェードに、後2対を基盤上のシートにかける姿勢が知られる。
つまり、この網において基盤上のシートはランプシェードの付着点となり、同時にクモが獲物を捕獲する際に第四脚で身体を支えるための足場にもなる。梳き糸を含むランプシェードの部分は獲物の捕獲装置になり、またクモの隠れ家としても機能している。枠糸は獲物を捕らえる働きはないが、飛行してくる昆虫のコースをそらせてランプシェードへと導く役割を果たし、またランプシェードを支える役割を持っている。この網は空中を飛ぶ昆虫と岩の上を這う昆虫の両方を捕獲する能力を持っている。

### 捕食行動

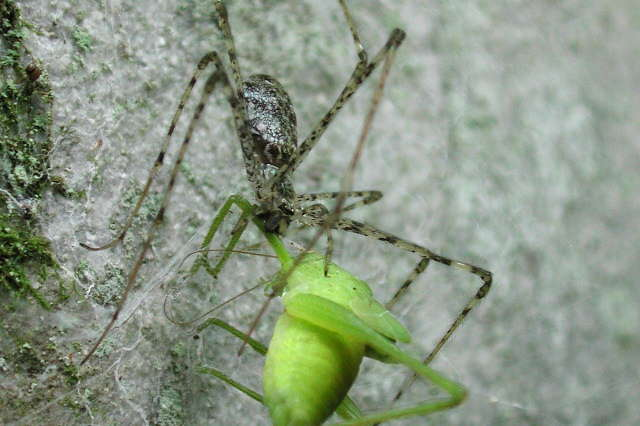
捕食の様子。（H. thorelli）

網において獲物の捕獲に使われるのはランプシェードの部分である。枠糸の部分に昆虫がふれた場合、クモは反応しない。ランプシェードの粘り着く部分に昆虫がふれた場合、クモは網を引っ張るような動作をし、これは網の張りを確かめ、獲物の位置を探っているように見える。それからクモは餌に向き合う位置に移動し、最後の足は基盤のシートに固定し、他の足で獲物の周辺の梳き糸を掴み、顎の近くに引き寄せる。クモは飛びつくようにして獲物に何度か噛みつく。時には網を引き寄せることなくクモの方から噛みつきに行く。そうして2分から3分後にクモは獲物を放す。
10分程度までで獲物は死亡し、するとクモは顎を使って網を切り、獲物をくわえて基盤上の、普段の静止位置に運ぶ。このように獲物を捕まえて運ぶ際には、このクモは糸を利用しない。獲物となるのは小型の昆虫の他に、他種のクモが食われた例もある。H. gertschi では、ガガンボ等の双翅類が獲物の中心であったが、歩き回る昆虫も半分弱を占めた。
網を揺さぶる等の刺激を与えた場合、このクモは自ら網を揺さぶる行動を取る。さらに刺激が強い場合、小走りに網から出る。もっと激しい刺激を与えた場合、網から落ちる。それも、ただ落ちるというより、飛び跳ねるようにする。落ちたクモは全部の歩脚を背中側に束ねるように寄せ、先端半分を下に折り曲げたような姿勢で動かなくなる。この擬死は5-15分ほど続き、その後にクモは糸をたぐって網に戻る。ただしこの落下の際、クモはしおり糸（多くのクモは歩くとき、ぶら下がるときなどに常に糸を引く、その糸のこと）を引いておらず、網に戻るのは枠糸などをたどる。
ただし洞穴生の H. jemez の場合、歩いて網から逃れるのみとのこと。

### 繁殖習性

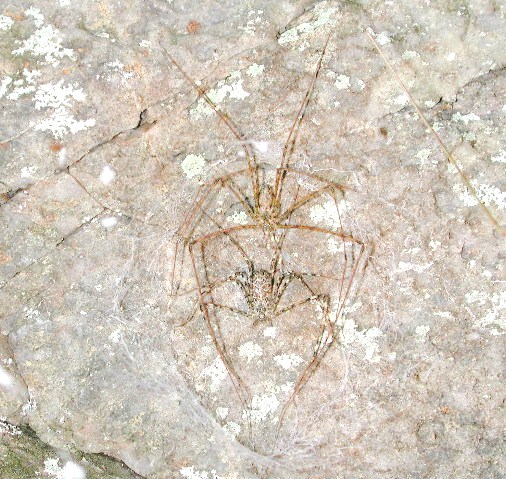
エボシグモ(種名不詳)の雌雄・後方が雄。

H. thorelli では、雄が成熟するのは8月初旬である。雄は最後の脱皮を脱皮用の網で行う。この網は普段の網における底の円形のシートに似ているが、縁は12-15cm伸び、先端へ向けてややすぼまり、先端は糸による編み目で封じられる。これは捕食者に対する防御のためと考えられ、同様な網は H. gertschi でも確認されている。雄成体は足が長くなるが、これはおそらく雌を探すための探索と、配偶行動の際に用いられるためである。雄は摂食することを止め、網を捨て、雌を探してさまようようになる。雄の活動は夜間に活発で、昼間は捨てられた網の基底部で休止する。雄は第1脚を前に伸ばし、探るように使う。
雄は雌の網を発見するとその直前で止まり、第1脚を伸ばして網に触れ、少しの時間の後、その足で網を叩く。あるいは足先て引っかけるような動きも見せる。それから網を乗り越えようとするが、雌が攻撃をかけてきたときは素早く下がる。攻撃がないようであれば、雄は糸を叩く動作を続け、その時点でランプシェードの縁に達する。このようなやりとりは時に3時間にもわたり、そうなると雄は網を去る。
交接が行われる際には雄は雌の網に素早く侵入し、すると雌は身体を基盤から浮かせ、頭胸部と腹部を基質と水平に保つ。すると雄は前から雌の体の下に自分の身体を進め、雄の背中と雌の腹面がごく接近する。この状態で雄は雌性生殖孔に触肢器官を挿入し、約3分で交接は終わる。その後も雄は雌の網に残り、両者とも網の中央でうずくまるような姿勢を取る。
卵は交接の数週間後に、楕円形の卵嚢に包まれて産卵される。卵嚢はやや扁平で6-8mm×4-5mm、上端の1本か2本の紐で岩などの表面からぶら下がる。卵嚢の表面は細かな糸で包まれ、そこには土やコケ・地衣類の破片などがついていて目につきにくくなっている。卵嚢には50-100個程度の卵が含まれ、多くの卵嚢は単独でつり下げられるが、2個、あるいは3個纏めてつり下げられている例もあった。

### 生活史
この属では、知られている限りでは成熟に2年を要する。つまり1年目と2年目の冬を卵や幼生で過ごし、次の年に成熟する。
H. thorelli では、産卵は9月から11月に行われる。越冬はこの状態で行われ、幼生が出てくるのは春以降である。卵嚢は先端で口を開き、脱出した幼生はしばらく卵嚢周辺の岸壁表面で”まどい”を作る。その周辺には糸が張ってあるのは見えるが、明確な網は見られない。幼生はそのまま散らばって分散すると考えられる。幼生の作る網は小さいながらも成体のそれと似た構造で、ただし枠糸部分がより少なく、ランプシェード部が浅い。幼生の待機姿勢は成体と変わらない。幼虫はこの年中には成熟せず、岩の隙間の裂け目で冬を越し、翌年成熟する。雄はその年で死亡し、雌の一部はさらにもう1度越冬する。これとほぼ同じ2年周期の生活史が別種でも確認されている。
他方、洞穴内に生息する H. jemez においては、同一時期に雌雄の成虫から幼生、ふ化直後の幼生集団から卵嚢までのあらゆる段階を同時に見ることが出来る。これは安定した環境では通年にわたって繁殖が行われているのだと考えられる。
Fergusson(1972)はこれについて、中疣亜目と原蜘下目に属する原始的なクモの多くが複数年の生活史を持つのに対し、真蜘下目に属する普通のクモのほとんどが単年の生活史を持つことに言及し、このクモの原始性に関わる特徴ではないかとの示唆をしている。

## 分布
すべて北アメリカ大陸に産し、世界中のそれ以外の地域からは知られていない。なお、同科の Ectatosticta は中国からのみ知られる。
北アメリカ大陸に於いては、山地にだけ知られる。しかも、種毎にごく限られた範囲に生息し、それらの範囲には重なりがほとんど無い。
北アメリカ大陸におけるこの属のクモの分布域は以下の3地域にのみ限定される。
- アパラチア山脈南部：最初の種である H. thorelli がこの地域で発見された。その後発見された種を合わせ、全部で5種がこの地域に生息し、これは3地域で最大である。
- ロッキー山脈：コロラド州とニューメキシコ州にわたる地域に2種が知られる。
- カリフォルニアの山地帯：3種が知られる。

## 分類
最初の種 H. thorelli が記載されたのは1888年に遡る。その原始的な特徴から注目を浴びた。中国の Ectatosticta と共にエボシグモ科を構成する。近年の分岐分類学的検討から、この科は単独でクモ目中の普通のクモの群である新蜘下目の中で、これ以外のあらゆるクモに対して姉妹群をなすとの判断が出ている。系統についての論議はエボシグモ科を参照されたい。
当初は長らく単形属と考えられ、アメリカ合衆国の東南部、バージニア州・ジョージア州・アラバマ州にかけてのアパラチア山系の固有種とされた。しかし1958年に Gertsch がこの科の総説を書いた際に1種を追加、その後は少しずつ新種の発見が続き、2000年段階では10種が記載されている。詳細はエボシグモ科の属種一覧の項を参照。
なお、この属内の分子系統の研究結果からは、ロッキー山系の種群がもっとも基底で分枝した群として単系統を成すこと、カリフォルニアの種群はアパラチアの種群の中に含まれて側系統と見なせること、種分化は恐らく更新世以前に起きたことが挙げられている。